# Raad van Advies (Sint Maarten)
De Raad van Advies is een adviesorgaan van de regering van Sint Maarten. De Raad bestaat sinds 10 oktober 2010, de datum waarop Sint Maarten niet langer onderdeel uitmaakte van de Nederlandse Antillen maar een autonoom land binnen het Koninkrijk werd. Bij ontwerpen van landsverordeningen, landsbesluiten met algemene maatregelen, voorstellen tot goedkeuring van verdragen die Sint Maarten raken en voorstellen van Rijkswetten moet de regering de Raad horen. De Staten van Sint Maarten kunnen ook op eigen initiatief de Raad verzoeken een advies te geven. Ten slotte kan de Raad uit eigen beweging overgaan tot het uitbrengen van een advies. De Raad is een van de Hoge Colleges van Staat van Sint Maarten, het is geregeld in de Staatsregeling. De functie van de Raad is ontleend aan de functie van de Afdeling advisering van de Raad van State.
Het Constitutioneel Hof van Sint Maarten heeft in 2016 een uitspraak gedaan waarin het aangeeft dat ook na een ingrijpende wijziging van een wetsvoorstel de Raad van Advies opnieuw gehoord moet worden.

## Leden
De Raad bestaat uit 5 leden en hoogstens 5 buitengewone leden. De Gouverneur is voorzitter van de Raad, hij heeft slechts een raadgevende stem. De leden worden voor 7 jaar bij landsbesluit benoemd en kunnen direct worden herbenoemd. 
De huidige voorzitter, raadsleden en buitengewone leden zijn:
| Naam                     | Functie                    | Lid sinds      |
| ------------------------ | -------------------------- | -------------- |
| E.B. Holiday             | Constitutionele voorzitter | Oktober 2010   |
| M. Hoeve                 | Waarnemend-vice-voorzitter | Juli 2018      |
| G.R. Bergman             | Raadslid                   | September 2011 |
| P.M. Philips             | Raadslid                   | Augustus 2016  |
| A.W. Tatem               | Raadslid                   | Augustus 2018  |
| M.M. Hazel               | Buitengewoon lid           | Juni 2011      |
| M. van der Sluijs-Plantz | Buitengewoon lid           | Augustus 2018  |
| W.J. Noordhuizen         | Buitengewoon lid           | Maart 2019     |